# Doc Houlind
Søren „Doc“ Houlind (* 1946 in  Lemvig) ist ein dänischer Musiker (Schlagzeug, Piano, Trompete, Gesang) und Bandleader des Oldtime-Jazz.

## Werdegang
Houlind begann bereits während seiner Schulzeit als Schlagzeuger aufzutreten; 1965 spielte er sein Debütalbum Soren Houlind's Jazzband Playing Old Jazz ein. 1971 reiste er erstmals nach New Orleans, wo er Unterricht bei Cie Frazier hatte. In den folgenden Jahren arbeitete er in der dänischen und europäischen Hot-Jazz-Szene mit verschiedenen Formationen, wie mit den Ricardo's Jazzmen; ferner mit in Dänemark und Europa gastierenden amerikanischen Musikern wie Alton Purnell, Paul Barnes, Thomas Jefferson, Sammy Rimington, Alvin Alcorn, Fat Man Williams, Butch Thompson.
In den 70er-Jahren leitete er die Houlind's Kobenhavn Ragtime Band, mit der er u. a. auch im Jazzhus Montmartre auftrat, sowie in New Orleans mit Kid Thomas Valentine. In den 80er- und 90er-Jahren spielte er mit Papa Bue & his Viking Jazzband, Lillian Boutté, Jacques Gauthé, Bjarne „Liller“ Pedersen. Zwischen 1989 und 1995 leitete er zudem mit dem Klarinettisten Ole Gohn das Jazzhus Montmartre.  1998 gastierte er auf dem Internationalen Dixieland Festival Dresden. 2002 gründete Houlind seine All Stars Band, bei denen die Trompete sein Hauptinstrument wurde und auf internationalen Festivals gastierte. Sein Trompetenspiel ist beeinflusst von Vorbildern wie Bunk Johnson, Kid Howard, Red Allen und Louis Armstrong. Im Bereich des Jazz war er von 1965 bis 2014 an 78 Aufnahmesessions beteiligt.